# Pulau Subi Besar
Pulau Subi Besar är en ö i Indonesien.   Den ligger i provinsen Kepulauan Riau, i den nordvästra delen av landet, 1 000 km norr om huvudstaden Jakarta. Arean är 130 kvadratkilometer.
Terrängen på Pulau Subi Besar är mycket platt. Öns högsta punkt är 39 meter över havet. Den sträcker sig 18,8 kilometer i nord-sydlig riktning, och 12,9 kilometer i öst-västlig riktning.  I omgivningarna runt Pulau Subi Besar växer i huvudsak städsegrön lövskog.